# 60.º Esquadrão de Caça

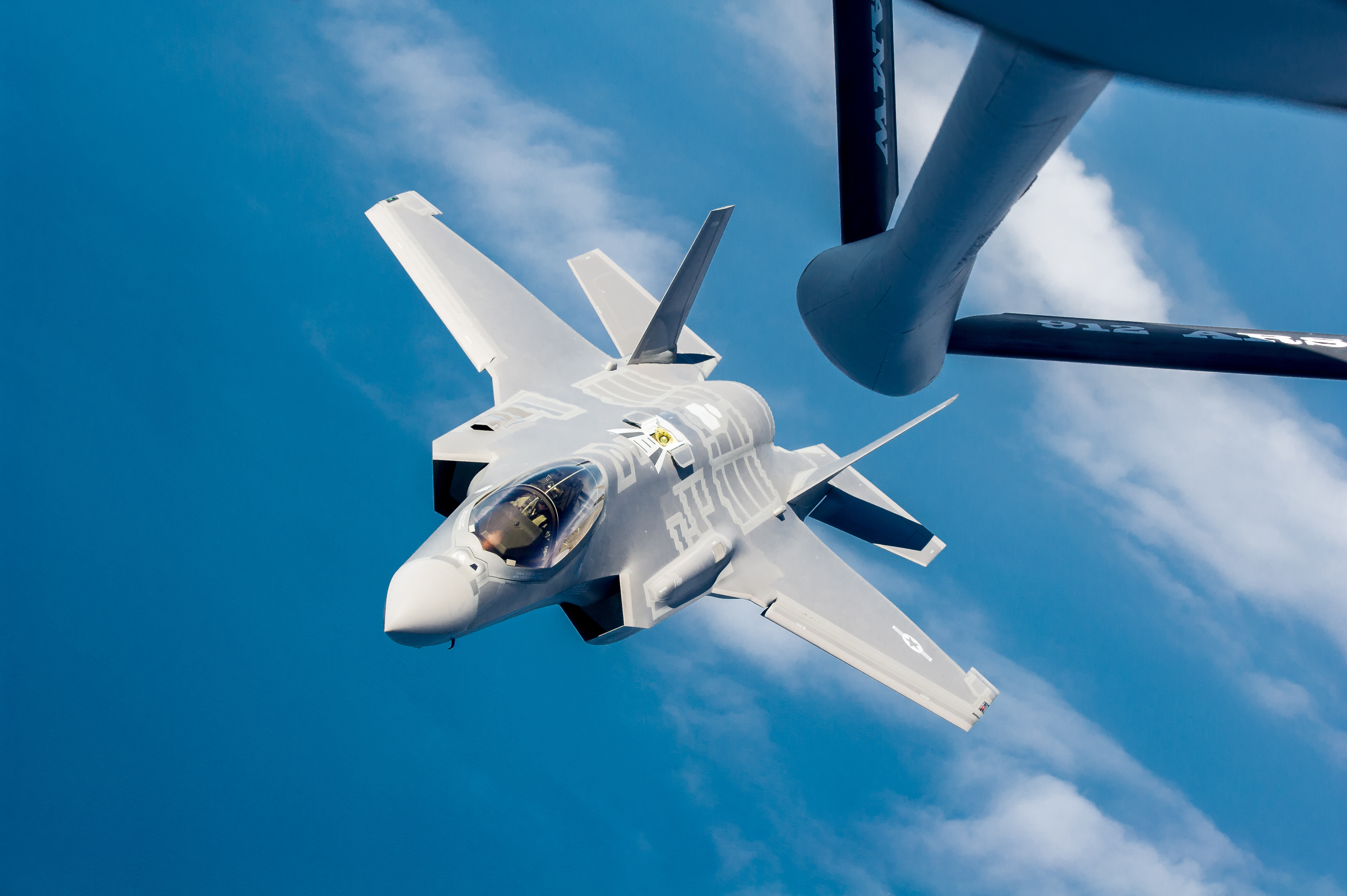

O 60.º Esquadrão de Caça é uma unidade da Força Aérea dos Estados Unidos que faz parte da 33.ª Esquadra de Caça na Base Aérea de Eglin, Flórida; É encarregado de treinar pilotos no Lockheed Martin F-35A Lightning II .

## História

### Segunda Guerra Mundial
Ativada em 1940 em Mitchel Field, Nova York como o 60.º Esquadrão de Perseguição, a unidade foi designada para o 33.º Grupo de Perseguição em 15 de janeiro de 1941. Redesignado como o 60.º Esquadrão de Caça "Fighting Crows" em 15 de maio de 1942, a unidade foi responsável pela missão contínua de defesa aérea dos Estados Unidos até outubro de 1942. No final de 1942, o 60.º juntou-se ao esforço dos Estados Unidos na Segunda Guerra Mundial, participando de operações de combate no Teatro Mediterrâneo e no Teatro China-Birmânia-Índia . Como resultado do desempenho superior no centro da Tunísia, o 60.º ganhou a Menção de Unidade Distinta para operações de combate em 15 de janeiro de 1944. Após seu serviço na Segunda Guerra Mundial, o 60.º foi designado para o 33.º Grupo de Caças na Base Aérea de Neubiberg, Alemanha, em agosto de 1946 e voou o North American P-51 Mustang .

### Comando de Defesa Aérea

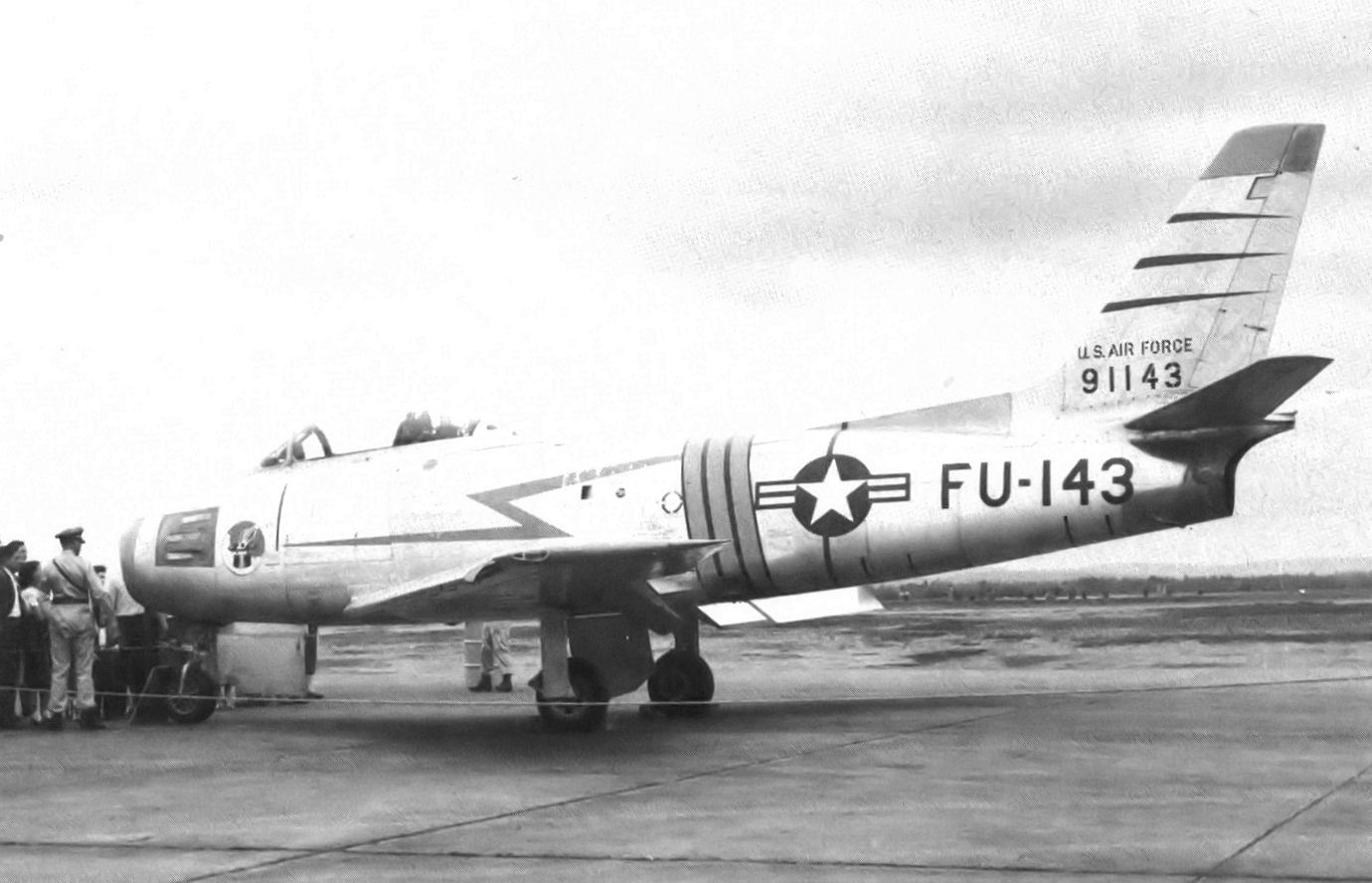
F-86A Sabre em Westover AFB, c.1951

Em 1947, o 60.º foi transferido para Roswell Army Air Field, Novo México e logo depois, em junho de 1948, convertido para o Republic F-84 Thunderjet . Em novembro de 1948, o 60.º foi transferido para a Base Aérea de Otis, Massachusetts e em junho do ano seguinte havia concluído uma conversão para o novo North American F-86 Sabre . Em 9 de agosto de 1950, o 60.º mudou-se para a Base Aérea de Westover, Massachusetts e em 1.º de janeiro de 1951 passou a fazer parte do Comando de Defesa Aérea . De 1952 a 1959, o 60.º, voando o F-86 Sabre e o Lockheed F-94 Starfire, foi designado para várias organizações, incluindo a 4707th Defense Wing, 4735th Air Defense Group e o Boston Air Defense Sector .

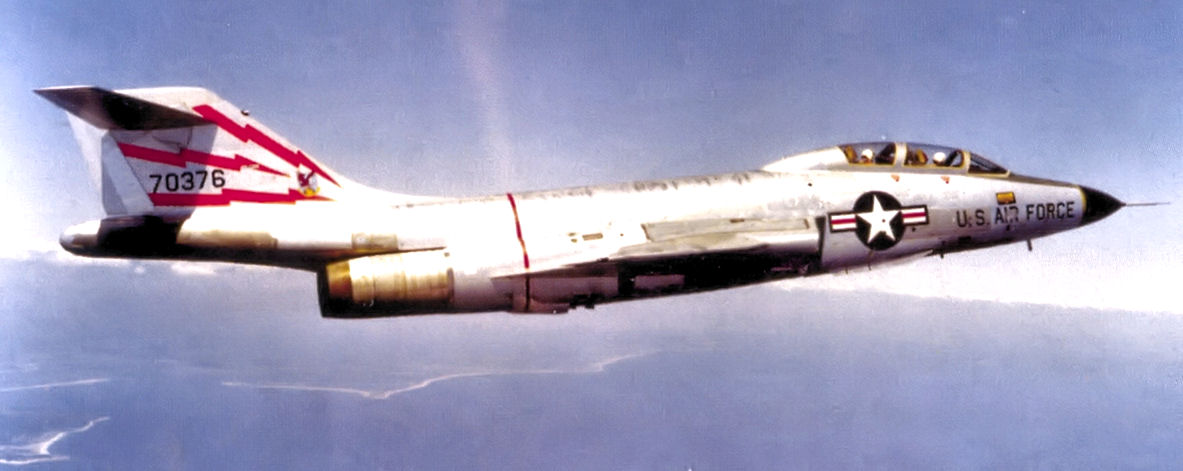
60.º Esquadrão McDonnell F-101B

Em 5 de janeiro de 1959, o 60.º foi o primeiro esquadrão do Comando de Defesa Aérea a receber o novo interceptador McDonnell F-101B Voodoo . A unidade também foi incumbida como parte da força de teste conjunta (em parceria com membros da Base Aérea de Eglin, Flórida) para testar as capacidades operacionais do F-101 antes de sua entrada em serviço ativo. O F-101B provou ser um interceptador bastante bem-sucedido. atribuído ao lado do interceptador F-101B estava o treinador operacional e de conversão F-101F. A versão de treinamento de dois lugares era equipada com controles duplos, mas carregava o mesmo armamento do F-101B e era totalmente capaz de combater.
Durante a década de 1960, o 60.º participou de vários testes, exercícios e operações no Comando de Defesa Aérea. Em outubro e novembro de 1962, a unidade foi colocada em alerta durante a Crise dos Mísseis de Cuba, e vários aviões com armas e equipes de apoio foram mobilizados para dar suporte a possíveis necessidades de combate. Os aviões que permaneceram em Otis continuaram a realizar a missão de defesa aérea continental do Comando de Defesa Aérea. Embora tenha sido afirmado que os F-101B Voodoos do século 60 foram usados na produção da comédia de 1966 The Russians Are Coming, the Russians Are Coming, o filme, embora ambientado na Nova Inglaterra, foi na verdade rodado na Costa Oeste para fins financeiros. razões e os caças eram do 84.º Esquadrão de Caças-Interceptores, baseado na Base Aérea de Hamilton, Califórnia. A 60.ª inativada em 30 de abril de 1971.

### Comando Aéreo Tático

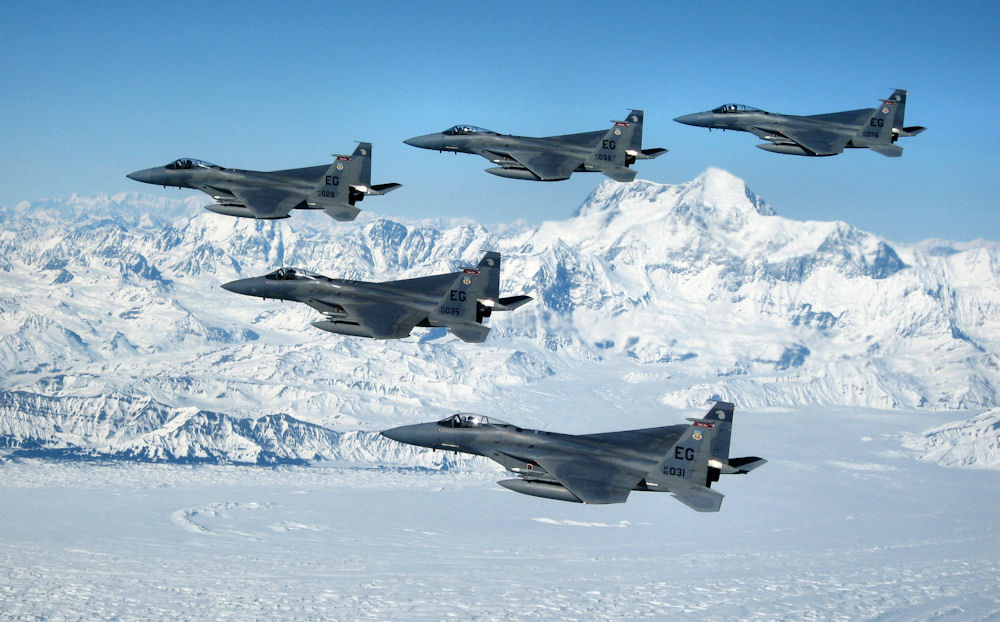
Cinco F-15Cs do 60.º Esquadrão de Caças sobrevoam as montanhas do Alasca enquanto participam do Red Flag Alaska 07-1

Em setembro de 1971, o esquadrão foi reativado na Eglin Air Force Base, Flórida como o 60.º Esquadrão de Caça Tático da 33.ª Ala de Caça Tática, pilotando o McDonnell F-4E Phantom II até a transição para o McDonnell Douglas F-15A Eagle no final da década de 1970. . Em 1979, a unidade participou do programa "Kadena Ready Eagle", no qual os integrantes do 60.º treinaram novos pilotos de F-15 estacionados na Base Aérea de Kadena, no Japão.
O 60.º fez sua primeira implantação de combate desde a Segunda Guerra Mundial, quando enviou dez F-15 para Granada em apoio à Operação Urgent Fury, o resgate de estudantes de medicina americanos mantidos em Granada em meados da década de 1980. A unidade continuou treinando e até ser chamada para voar em missões de apoio à Operação Justa Causa (a destituição do ditador panamenho Manuel Noriega do Panamá no início da década de 1990).

### Comando de Instrução e Treinamento Aéreo
O esquadrão foi reativado em 20 de agosto de 2021 como a segunda unidade de treinamento formal do 33d Grupo de Operações, 33d Fighter Wing. O 33d é designado para a Décima Nona Força Aérea da AETC.